# César Cielo
César Cielo Filho (ur. 10 stycznia 1987 w Santa Bárbara d'Oeste) – brazylijski pływak, mistrz olimpijski, sześciokrotny mistrz świata, czterokrotny mistrz świata na krótkim basenie.
Do największych sukcesów Filho zalicza się zdobycie złotego medalu w 2008 roku podczas igrzysk olimpijskich w Pekinie na długości 50 m stylem dowolnym. Na tych samych igrzyskach wywalczył również brązowy medal na dystansie 100 m stylem dowolnym. Na kolejnych igrzyskach, w 2012 roku w Londynie, Filho wygrał brązowy medal w konkurencji 50 m stylem dowolnym.
Na mistrzostwach świata Brazylijczyk czterokrotnie stawał na najwyższym stopniu podium. W 2009 roku w Rzymie zdobył dwa złote medale w wyścigach na 50 m i 100 m stylem dowolnym. Dwa lata później, w Szanghaju, Filho wywalczył kolejne dwa złote medale, na 50 m stylem dowolnym oraz na 50 m stylem motylkowym.
Podczas mistrzostw świata na krótkim basenie Filho wygrywał dwa razy, w 2010 roku w Dubaju, w konkurencjach 50 m i 100 m stylem dowolnym. W Dubaju wygrał ponadto dwa brązowe medale w sztafecie, na 4 × 100 m stylem dowolnym oraz 4 × 100 m stylem zmiennym. W 2004 roku Brazylijczyk zdobył srebrny medal w Indianapolis w sztafecie 4 × 100 m stylem dowolnym.
W maju 2011 roku doszło do incydentu z udziałem Brazylijczyka. W organizmie Filho wykryto furosemid. Wraz z trójką innych brazylijskich pływaków otrzymał ostrzeżenie od Brazylijskiej Federacji Pływackiej. FINA zgłosiła sprawę do Sportowego Sądu Arbitrażowego (CAS), a ten utrzymał ostrzeżenie dla Brazylijczyka.

## Rekordy świata
| Data            | Miejsce   | Konkurencja           | Rezultat | Status                             |
| --------------- | --------- | --------------------- | -------- | ---------------------------------- |
| 18 grudnia 2009 | São Paulo | 50 m stylem dowolnym  | 20,91 s  | aktualny                           |
| 30 lipca 2009   | Rzym      | 100 m stylem dowolnym | 46,91 s  | do 13 sierpnia 2022 David Popovici |